# Żurawinka (przystanek kolejowy w obwodzie homelskim)
Żurawinka (biał. Журавінка, ros. Журавинка) – przystanek kolejowy w pobliżu miejscowości Hrabauka, w rejonie homelskim, w obwodzie homelskim, na Białorusi. Położony jest na linii Homel - Czernihów.